# Эдисон, Артур
Артур Эдисон (англ. Arthur Edeson; 24 октября 1891, Нью-Йорк — 14 февраля 1970, Агура-Хиллз, округ Лос-Анджелес) — американский кинооператор. Был трижды номинирован Академией кинематографических искусств и наук.

## Биография
Эдисон начал свою карьеру в качестве фотографа, а в 1911 году стал оператором в американской киностудии Eclair в Форт Ли, Нью-Джерси. Когда киностудия Eclair была реорганизована в World Film Company, он был назначен главным оператором молодой кинозвезды Клары Кимболл Янг. В течение двадцати лет Эдисон снял ряд популярных фильмов, в том числе фильмы Дугласа Фэрбенкса «Робин Гуд» и «Багдадский вор» (1924) и спецэффекты к фильму «Затерянный мир» (1925).
В начале тридцатых годов, Эдисон тесно сотрудничал с режиссёром Джеймсом Вейлом, для которого он снимал первые его три фильма ужасов: «Франкенштейн» (1931), «Старый темный дом» (1932), и «Человек-невидимка» (1933).
По словам М. С. Фонсека, Эдисон был одним из «мастеров» старой американской школы. Эдисон работал под влиянием немецкого экспрессионизма, который принесли в американское кино немецкие кинематографисты в 1920-х годах.
В 1919 году Эдисон был одним из основателей Американского общества кинематографистов.

## Фильмография
- 1916 — Позолоченная клетка / The Gilded Cage
- 1919 — Глаза молодости / Eyes of Youth
- 1919 — Лучшая жена / The Better Wife
- 1921 — Три мушкетера / The Three Musketeers
- 1922 — Робин Гуд / Robin Hood
- 1924 — Багдадский вор / The Thief of Bagdad
- 1925 — Затерянный мир / The Lost World
- 1925 — Пробуждение города / Waking Up the Town
- 1925 — Храброе сердце / Braveheart
- 1925 — Болтун / The Talker
- 1925 — Её сестра из Парижа / Her Sister from Paris
- 1927 — Лакированный парень / The Patent Leather Kid
- 1928 — В старой Аризоне / In Old Arizona
- 1930 — Дьявол с женщиной / A Devil with Women
- 1930 — Большая тропа / The Big Trail
- 1930 — На Западном фронте без перемен / All Quiet on the Western Front
- 1931 — Франкенштейн / Frankenstein
- 1932 — Плоть / Flesh
- 1932 — Старый тёмный дом / The Old Dark House
- 1933 — Этюд в багровых тонах / A Study in Scarlet
- 1933 — Человек-невидимка / The Invisible Man
- 1935 — Мятеж на Баунти / Mutiny on the Bounty
- 1936 — Сатана встречает леди / Satan Met a Lady
- 1937 — Они не забудут / They Won't Forget
- 1938 — Ковбой из Бруклина / Cowboy from Brooklyn
- 1939 — Каждое утро я умираю / Each Dawn I Die
- 1940 — Они ехали ночью / They Drive by Night
- 1941 — Мальтийский сокол / The Maltese Falcon
- 1942 — Касабланка / Casablanca
- 1942 — Через океан / Across the Pacific
- 1944 — Конспираторы / The Conspirators
- 1944 — Маска Димитриоса / The Mask of Dimitrios
- 1946 — Никто не вечен / Nobody Lives Forever
- 1946 — Три незнакомца / Three Strangers